# Тимотей Берски
Тимотей (на гръцки: Τιμόθεος, Тимотеос) е православен духовник, митрополит на Цариградската патриаршия.

## Биография
В 1621 година Тимотей е избран за берски митрополит, след като предшественикът му прокатолик Кирил II Кондарис е заточен. Тимотей се споменава в меморандум на противника на Кондарис Кирил I Лукарис. Успява да се задържи кратко на трона в Бер, изместен отново от Кондарис.